# Rockingham (Vermont)
Rockingham es un pueblo ubicado en el condado de Windham en el estado estadounidense de Vermont. En el año 2010 tenía una población de 2,702 habitantes y una densidad poblacional de 24.6 personas por km².

## Geografía
Rockingham se encuentra ubicado en las coordenadas 43°9′57″N 72°28′54″O / 43.16583, -72.48167.

## Demografía
Según la Oficina del Censo en 2000 los ingresos medios por hogar en la localidad eran de $33,423 y los ingresos medios por familia eran $45,503. Los hombres tenían unos ingresos medios de $29,200 frente a los $22,944 para las mujeres. La renta per cápita para la localidad era de $18,57619,051. Alrededor del 10% de la población estaban por debajo del umbral de pobreza.